# Спињо Стационе (Алесандрија)
Спињо Стационе је насеље у Италији у округу Алесандрија, региону Пијемонт.
Према процени из 2011. у насељу је живело 66 становника. Насеље се налази на надморској висини од 238 м.